# Zastava Pridnjestrovske Moldavske Republike
Zastava Pridnjestrovske Moldavske Republike, službeno obilježje Pridnjestrovske Moldavske Republike. Inačicom je zastave bivše Moldavske SSR. Trenutačni je oblik usvojen Zakonom održavnim simbolima iz 2000. godine.
Zastava je u uporabi od raspada SSSR-a, ali bez srpa, čekića i zvijezde, iako su nekada ovi simboli korišteni u službenim prilikama.
U nedržavne svrhe rabi se pojednostavljena zastava bez simbola i bez propisane proporcije.

## Unutarnje poveznice
- Grb Pridnjestrovske Moldavske Republike

## Vanjske poveznice
(engl.) Dniestr Republic (Moldova) na stranicama Flags of the World